# Centre national de formation des unités cynophiles
Le Centre national de formation des unités cynophiles de la police nationale (CNFUC) est implanté à Cannes-Écluse en Seine-et-Marne depuis 1965, et rattaché à la Division des Techniques et de la Sécurité en Intervention de la Sous-direction de la formation et du développement des compétences.

## Les missions
Le CNFUC a pour missions :
- de former les spécialistes cynophiles de la Police nationale,
- de recruter et d'éduquer les chiens,
- d’apporter une assistance cynotechnique aux services spécialisés de la police, ainsi qu’à ceux de pays étrangers.

Il entretient une collaboration avec les douanes, la gendarmerie, l'administration pénitentiaire ,l’armée de terre.
Sa mission la plus fréquente consiste à exporter son savoir-faire et ses conseils pour former les policiers, sélectionner les chiens, créer une unité cynophile.

## Historique
La première unité cynophile en France est mise en place en 1907 à Neuilly-sur-Seine par le commissaire Simart, à la demande du préfet Louis Lépine voulant reproduire les expériences similaires en Allemagne, Autriche, Belgique et Pays-Bas.